# مارك هورتون
مارك هورتون (بالإنجليزية: Mark Horton)‏ هو عالم إنسان بريطاني، ولد في 15 فبراير 1956.

## وصلات خارجية
- مارك هورتون على موقع IMDb (الإنجليزية)
- مارك هورتون على موقع قاعدة بيانات الفيلم (الإنجليزية)